# Wemmel
Wemmel – miejscowość i gmina (gemeente) w Belgii, w Regionie Flamandzkim, w prowincji Brabancja Flamandzka, w okręgu Halle-Vilvoorde. 1 stycznia 2024 roku liczyła 18 179 mieszkańców.

## Demografia
- Źródła: NIS, od 1806 do 1981= według spisu; od 1990 liczba ludności w dniu 1 stycznia

1 stycznia 2024 całkowita populacja Wemmel liczyła 18 179 osób. Łączna powierzchnia gminy wynosi 8,77 km², co daje gęstość zaludnienia 2072 mieszkańców na km².

## Podział administracyjny
W skład gminy nie wchodzi żadna dzielnica (deelgemeente).

## Współpraca
Miejscowości partnerskie:
- Faymonville, Liège
- Villers-lès-Nancy, Francja